# Dolichoderus diversus
Dolichoderus diversus é uma espécie de formiga do gênero Dolichoderus.